# Зелёные водоросли
Зелёные во́доросли (лат. Chlorophyta) — группа низших растений. В современной систематике эта группа имеет ранг отдела, включающего одноклеточные и колониальные планктонные водоросли, одноклеточные и многоклеточные формы бентосных водорослей. Здесь встречаются все морфологические типы слоевища, кроме ризоподиальных одноклеточных и крупных многоклеточных форм со сложным строением. Многие нитчатые зелёные водоросли крепятся к субстрату только на ранних стадиях развития, затем они становятся свободноживущими, формируя маты или шары.
Зелёные водоросли — самый обширный на данное время отдел водорослей: по приблизительным подсчётам сюда входит от 13 000 до 20 000 видов. Большинство отличаются в первую очередь чисто-зелёным цветом своих слоевищ, сходным с окраской высших растений и вызванным преобладанием хлорофилла над другими пигментами. Однако некоторые виды, например, трентеполия, могут иметь другую окраску, иногда проявляющуюся с возрастом. Среда обитания зелёных водорослей преимущественно водная, иногда встречаются также влажные наземные районы.

## Строение
В клетках водорослей хлоропласт обычно чашевидный, постенный, содержит, помимо хлорофилла, целый набор добавочных пигментов, включая ксантофиллы — лютеин, зеаксантин, виолаксантин, антераксантин и неоксантин и другие. Добавочные пигменты в зелёных водорослях не маскируют хлорофилл. Наиболее важным запасным полисахаридом является крахмал, который встречается в виде гранул вокруг пиреноида или разбросан в строме хлоропласта. Пиреноиды погружены в хлоропласт и пронизаны тилакоидами. Хлоропласт имеет двойную мембрану. В этом отношении зелёные водоросли напоминают красные водоросли и высшие растения. В хлоропластах тилакоиды сгруппированы по 2—6 в виде пластин — как у высших растений. Клетки нередко содержат сократительные вакуоли (чаще всего — 2), могут иметь стигму.
Жгутиковые клетки зелёных водорослей являются гетерокоптными(анизоконтными) — жгутики имеют сходную структуру, хотя они могут различаться по длине. Обычно имеется два жгутика, но их может быть также четыре или больше. Жгутики зелёных водорослей не имеют мастигонем (в отличие от гетероконт), но могут иметь изящные волоски или чешуйки.

## Жизненные циклы
Жизненные циклы зелёных водорослей очень разнообразны. Здесь встречаются всевозможные типы.
Гаплобионтный с зиготической редукцией (Hydrodictyon reticulatum, Eudorina). Двужгутиковые гаметы освобождаются из родительской клетки через пору в её оболочке, слияние гамет осуществляется с помощью трубки. Далее зигота превращается в покоящуюся зигоспору, а после периода физиологического покоя прорастает с образованием 4 зооспор (в результате мейотического деления). Каждая зооспора формирует полиэдр и прорастает, формируя небольшие сферические сеточки из слипшихся зооспор.
Гапло-диплобионтный со спорической редукцией (Ulva, Ulothrix, некоторые виды Cladophora). Двужгутиковые изогаметы выходят из материнской клетки, после чего гаметы образованные разными нитями сливаются в воде. Образуется четырехжгутиковая зигота, которая активно парит в воде. После этого она опускается на какой-либо субстрат и покрывается плотной оболочкой, превращаясь таким образом в дубинкообразную клетку (кодиолум), далее следует стадия физиологического покоя. При наступлении благоприятных условий прорастает в 4—16 зооспор или апланоспор, которые после непродолжительного периода плавания прикрепляются к субстрату и прорастают в новые нити. Активируют выход из покоящегося состояния разные факторы: повышение температуры, изменение pH среды и др.
Диплобионтный с гаметической редукцией (Bryopsis). Планозигота оседает и прорастает в нитчатое слоевище с крупным ядром, ядро делится таким образом образуются стефаноконтные зооспоры прорастающие в вегетативный таллом.
Особенно много зелёных водорослей развивается весной, когда все камни на литорали бывают покрыты сплошным изумрудным налётом из зелёных водорослей, резко контрастирующим с белым снегом, лежащим на прибрежных камнях. Ворсистый зелёный ковер на камнях образуют развивающиеся нитчатки — улотрикс (Ulothrix) и уроспора (Urospora). Летом часто развивается много эгагропилы (Aegagropila linnaei) (syn. Cladophora aegagropila), которая нередко имеет вид зелёной слизистой массы. На открытом скалистом побережье ярко-зелёные разветвленные кустики образует акросифония (Acrosiphonia).

## Роль в природе и использовании человеком
Некоторые зелёные водоросли (например, ульва) широко употребляются в пищу. Хлореллу используют в качестве индикатора уровня загрязнения воды и содержат на подводных лодках для очистки воздуха от углекислого газа.
Среди зелёных водорослей известен ряд паразитов водных и наземных растений (роды Cephaleuros, Chlorochytrium, Rhodochytrium), а также животных (Prototheca).

## Классификация
На январь 2020 года в отдел включают следующие классы:
- Chloropicophyceae Lopes dos Santos & Eikrem
- Palmophyllophyceae Leliaert et al.
- Picocystophyceae Eikrem & Lopes dos Santos
- Подотдел Chlorophytina Cavalier-Smith
  - Chlorodendrophyceae Massjuk
  - Chlorophyceae Wille — Хлорофициевые
  - Pedinophyceae Moestrup
  - Trebouxiophyceae Friedl — Требуксиофициевые
  - Ulvophyceae K.R.Mattox & K.D.Stewart — Ульвофициевые
- Подотдел Prasinophytina Round
  - Mamiellophyceae Marin & Melkonian
  - Nephrophyceae Cavalier-Smith
  - Pyramimonadophyceae